# Konrad Otto-Zimmermann

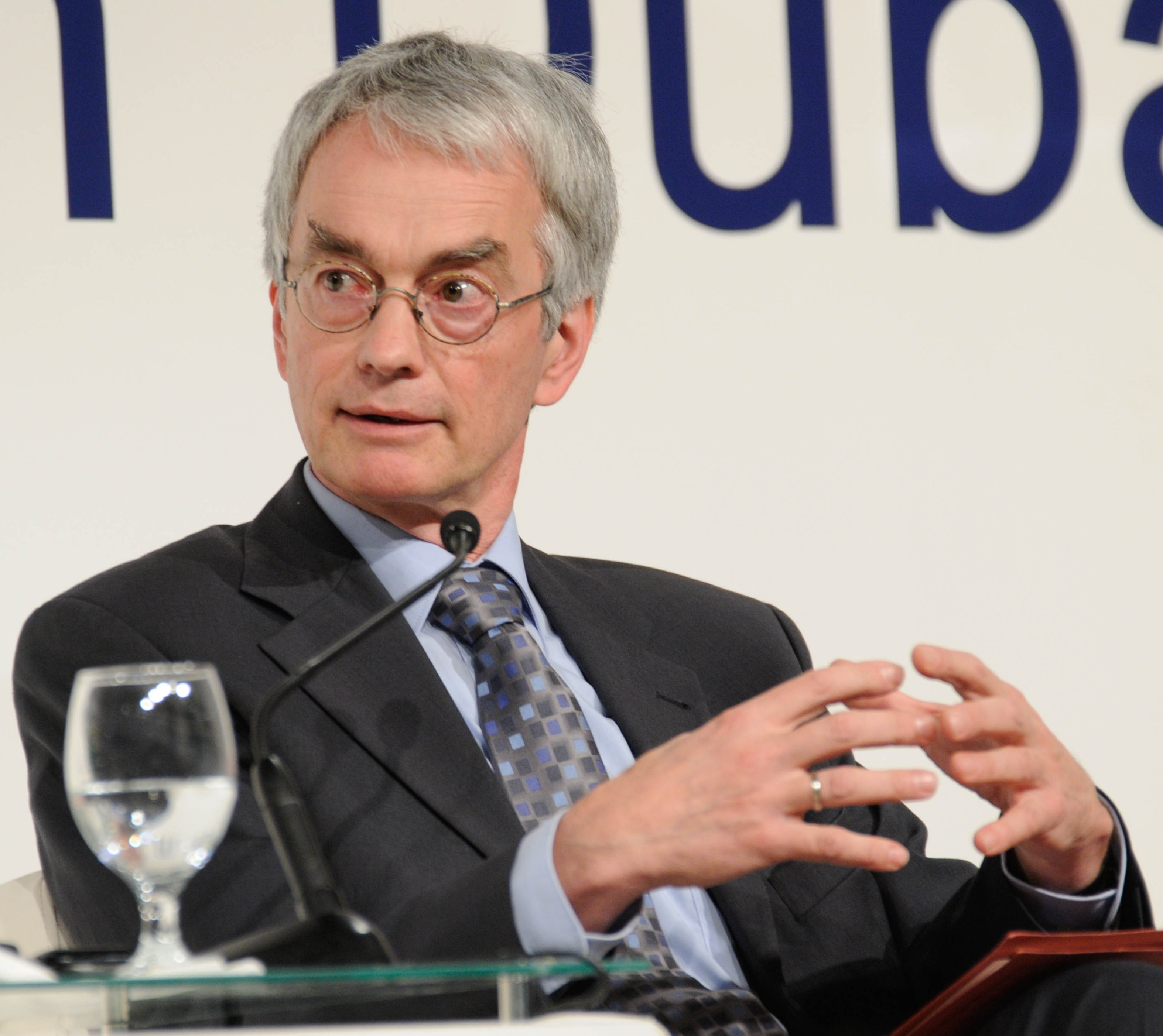
Konrad Otto-Zimmermann (2010)

Konrad Otto-Zimmermann (* 9. Januar 1951 in Detmold) ist ein deutscher Umweltplaner und Verwaltungswissenschaftler. 

## Familie
Konrad Otto-Zimmermann geb. Otto ist der Sohn des Redakteurs Gustav Otto und der Medizinerin Hanna Otto. Er ist verheiratet mit Monika Zimmermann und hat drei Töchter. 

## Ausbildung und Beruf
Nach dem Abitur 1969 in Detmold absolvierte Otto-Zimmermann das Studium der Architektur mit Schwerpunkt Stadt-, Regional- und Landesplanung an der Technischen Universität Hannover und schloss es als Diplom-Ingenieur ab. Zum Abschluss des Aufbaustudiums der Verwaltungswissenschaften verlieh ihm die Hochschule der Verwaltungswissenschaften in Speyer den Magister rerum publicarum. 
1977 trat Otto-Zimmermann als wissenschaftlicher Angestellter in das Umweltbundesamt ein und wurde Fachgebietsleiter „Umweltplanung“. 1985 wechselte er als Projektleiter zum Umweltprojekt Schwarzwald in Freiburg und zur Kommunalentwicklung Baden-Württemberg GmbH in Stuttgart. 1987 wurde er zum Leiter der Abteilung Umweltplanung und Naturschutz des Umweltschutzamtes der Stadt Freiburg im Breisgau berufen. 1992 übernahm er als Stellvertretender Generalsekretär des Internationalen Rates für Kommunale Umweltinitiativen (ICLEI) die Leitung dessen Europasekretariates in Freiburg. Bis 2012 leitete Otto-Zimmermann als Generalsekretär ICLEIs den Weltverband, der seit dem Jahr 2003 "ICLEI - Local Governments for Sustainability" heißt, vom Weltsekretariat in Bonn aus.

## Engagement
Bereits als Grundschüler gründete Konrad Otto den Naturschutzverein „Eidechse“ in Detmold. 
Konrad Otto war Mitbegründer der Bürgerinitiative Umweltschutz e. V. mit ihrem Umweltschutzzentrum in Hannover und Vorstandsmitglied von 1969 bis 1976. 
Otto gründete den Landesverband Bürgerinitiativen Umweltschutz (LBU) Niedersachsen e. V. mit Sitz in Hannover und war dessen Vorsitzender von 1975 bis 1977. 
Von 1972 bis 1978 war Otto Vorstandsmitglied beim Bundesverband Bürgerinitiativen Umweltschutz (BBU) e. V. mit Sitz in Karlsruhe. 
Im Ratsausschuss für Umweltschutz und Grünflächen der Landeshauptstadt Hannover wirkte Otto von 1973 bis 1976 als beratendes Mitglied mit. 
Von 1973 bis 1976 war Otto Mitglied des Beirates des Senators für Stadtentwicklung und Umweltschutz Berlin.

## Initiativen
- Ökologisches Bauen: Während seiner Zeit im Umweltbundesamt startete Konrad Otto-Zimmermann ein Programm zur Förderung umweltschonenden und energieeffizienten Bauens und prägte den Begriff Ökologisches Bauen durch das von ihm initiierte und das 1982 herausgegebene Handbuch „Ökologisches Bauen“ von Dirk Althaus, Ingo Gabriel, Per Krusche und Maria Weig-Krusche.
- Umwelt kommunal: Otto-Zimmermann begründete den Informationsdienst „Umwelt Kommunal“ (heute: Umwelt Kommunale Ökologische Briefe) und leitete die Redaktion von 1986 bis 1987
- Umweltverbund: Konrad Otto-Zimmermann ist Urheber des Begriffs und Konzepts Umweltverbund, das alsbald zum vorherrschenden Paradigma der Stadtverkehrsplanung wurde (siehe Veröffentlichungen 1986 und 1989).
- Fahrradfreundliche Stadt: Im Umweltbundesamt initiierte Otto-Zimmermann 1978 das Modellvorhaben Fahrradfreundliche Stadt und führte damit diesen Begriff ein, gründete einen Beratungskreis als nationalen Runden Tisch zur Fahrradförderung, und leitete die Erstellung des ersten Fahrradförderungsprogramm der Bundesregierung durch eine interministerielle Arbeitsgruppe.
- ökoBUDGET: 1986 begründete Otto-Zimmermann das Konzept der kommunalen Naturaushaltswirtschaft, dessen als ökoBUDGET bezeichnete Methode von Teams um seine Kollegen Christoph Erdmenger und Holger Robrecht bei ICLEI anwendungsreif entwickelt wurde.
- Lokale Agenda 21: Nach dem Erdgipfel von Rio 1992 konzipierte Konrad Otto-Zimmermann die Lokale-Agenda-21-Bewegung in Europa. Gemeinsam mit Albrecht Hoffmann schrieb er den Entwurf der Charta von Aalborg, die von europäischen Kommunen 1994 in Aalborg (Dänemark) beschlossen und mittlerweile von mehr als 2.400 Kommunen unterzeichnet wurde. Gemeinsam mit seiner Frau Monika Zimmermann und der Stadt Aalborg leitete er die Organisation ersten europäischen Konferenz für zukunftsbeständige Städte und Gemeinden, bei der die Europäische Kampagne für Zukunftsbeständige Städte und Gemeinden (European Sustainable Cities & Towns Campaign) ins Leben gerufen wurde. Unter seiner Leitung entstand der European Local Agenda 21 Planning Guide, der 1995 erstmals veröffentlicht und danach in 18 Sprachen publiziert wurde.
- EcoMobility: 2007 initiierte Otto-Zimmermann die Globale Allianz für den Umweltverbund (Global Alliance for EcoMobility) zur Förderung umweltschonender Verkehrsarten (Gehen, Fahrrad, Öffentliche Verkehrsmittel) im Stadtverkehr und zur Verminderung der Abhängigkeit vom Privatauto.

## Mitgliedschaften
- Chair, Global Agenda Council on Urbanization, World Economic Forum
- Vice Chair, International Green Purchasing Network (IGPN)
- Vereinigung für Stadt-, Regional- und Landesplanung e. V. (SRL)
- Gesellschaft für Umweltrecht e. V.
- Bund für Umwelt- und Naturschutz Deutschland (BUND) e. V.
- Verkehrsclub Deutschland (VCD) e. V.
- Allgemeiner Deutscher Fahrrad-Club (ADFC) e. V.

## Veröffentlichungen
Schriftenreihen, Zeitschriften
- Konrad Otto (Hrsg.): Buchreihe Beiträge zur Umweltpolitik und Umweltplanung. Müller, Karlsruhe 1974–1977
- Konrad Otto-Zimmermann und M. Zimmermann (Hrsg.): Buchreihe Velo, Bauverlag, Wiesbaden 1984–1986

Einzelveröffentlichungen
- Konrad Otto: Stadtentwicklungsplanung – Probleme, Organisation, Methoden, Instrumente. Hannover 1973
- Konrad Otto: Umweltadvokat – ein Beitrag zur Institutionalisierung des kommunalen Umweltschutzes. Hannover 1974
- Konrad Otto: Umweltschutz überfordert Städte. In: Umwelt – Forschung, Gestaltung, Schutz. 5/1975
- Konrad Otto: Umweltpolitik der Städte, Materialien zur Umweltpolitik von Groß- und Mittelstädten auf der Basis von Befragungen. Karlsruhe 1976
- Konrad Otto: Bürgerbeteiligung beim Umweltschutz. In: Die Demokratische Gemeinde. 4/1976 and 5/1976
- Konrad Otto, M. Fikke und H. Monheim: Das Fahrrad in der Stadt. Berlin 1980
- Konrad Otto: Energie und Ökologie unter dem Aspekt der Fahrradbenutzung. In: Forschung Stadtverkehr, Sonderreihe Heft 9. Bundesministerium für Verkehr, Bonn-Bad Godesberg 1981
- Konrad Otto: Einführung zu: D. Althaus, I. Gabriel und P. Krusche: Ökologisches Bauen. hrsg. vom Umweltbundesamt, Wiesbaden 1982
- Konrad Otto: Ökologisches Bauen – Standort. In: Der Architekt. 12/1982
- Konrad Otto: Fahrrad und Umwelt. Programm zur Umweltentlastung durch Förderung des Fahrradverkehrs. hrsg. vom Bundesminister des Innern, Bonn 1983
- Konrad Otto: Policies to Promote the Use of Bicycles as a Means to Reduce Pollution. In: PTRC Summer Annual Meeting 1983. Congress Report, London 1983
- Konrad Otto-Zimmermann: Die Rolle des Fahrradverkehrs in den 80er Jahren. In: Das Rathaus. 2/1983 and 3/1983
- Konrad Otto-Zimmermann: Umweltverbund im Nahverkehr. In: Städte- und Gemeindebund. Band 2, 1986, S. 55–62
- Konrad Otto-Zimmermann: Kommunales Handlungskonzept für Industrie und Gewerbe. Stuttgart 1986
- Konrad Otto: Bauen mit der Natur. Ökologisches Bauen – Herausforderung und chance für die Kommunen. In: Kommunalpolitische Blätter. Band 6, 1986, S. 450ff.
- Konrad Otto-Zimmermann: Plädoyer für eine kommunale Naturhaushaltswirtschaft. In: Der Landkreis. 6/1987
- K.-H. Hübler und Konrad Otto-Zimmermann (Hrsg.): UVP Umweltverträglichkeitsprüfung. Taunusstein 1989
- K.-H. Hübler und Konrad Otto-Zimmermann (Hrsg.): Bewertung der Umweltverträglichkeit. Bewertungsmasstäbe und Bewertungsverfahre. Taunusstein 1989, darin: Bewertung der Umweltverträglichkeit. Einführung; Beispiele angewandter Bewertungsverfahren
- Konrad Otto-Zimmermann, I. Eisenbraun, S. Häring und P. Menzel: Kommunale Umweltverträglichkeitsprüfung (UVP). Stuttgart 1989
- Konrad Otto-Zimmermann: Das Fahrrad im Umweltverbund. Neugeordnete Verkehrsinfrastruktur und Das Fahrrad im Verbund mit Bahnen und Bussen. ADFC-Konferenz „Das Fahrrad als Wirtschaftsfaktor“, Münster, 23. August 1989
- Konrad Otto-Zimmermann (Hrsg.): Umweltverträglichkeitsprüfung in der Kommunalverwaltung. Köln 1990, darin: Die kurze „Geschichte“ der kommunalen UVP; Das Verhältnis zwischen gesetzlicher und freiwilliger kommunaler UVP; Arbeitsschritte zur Durchführung von Umweltverträglichkeitsprüfungen
- W. DuBois und Konrad Otto-Zimmermann (Hrsg.): Umweltdaten in der kommunalen Praxis. Taunusstein 1991
- Konrad Otto-Zimmermann (Hrsg.), Nicky Hewitt (Autor): European Local Agenda 21 Planning Guide. How to engage in long-term environmental action planning towards sustainability. ICLEI-Europasekretariat, Freiburg i. Br. 1995
- Konrad Otto-Zimmermann (Hrsg.): Environmental Management Instruments for Local Authorities. A Guide for Local Authorities. ICLEI-Europasekretariat, Freiburg i.Br. 1998